# Chiasmocleis panamensis
Chiasmocleis panamensis és una espècie de granota que viu a Colòmbia i Panamà.